# Црква Светог пророка Илије у Рачи
Црква Светог пророка Илије у Рачи, насељеном месту на територији општине Куршумлија, припада Епархији нишкој Српске православне цркве. Црква је подигнута на месту старије цркве брвнаре у периоду од 1929. до 1932. године и посвећена је Светом пророку Илији.
Храм је сазидан залагањем благајника Крсте Ђорђевића и Љубе Вукотића које је окончано 1932. године. Иконостас је радио Драгомир Јеремић, а иконе на иконостасу непознати уметник из Алексинца. Црква је обновљена 1995. године добровољним прилогом народа. Тада је изнова омалтерисана и препокривена новим црепом и извршена је електрификација цркве. Велико освећење цркве извршио је Епископ нишки господин Иринеј 22. октобра 1995. године. 
Дужина цркве је 12m, а ширина 5m. Црква поред олтарске има и две певничке апсиде. Како је зидана од тврдог материјала и данас је у добром стању. Сабори код cркве су на празнике Ваксрс, Успење Пресвете Богородице и на дан светог пророка Илије.